# 元町高架通商店街
元町高架通商店街（もとまちこうかどおりしょうてんがい）は、JR神戸線（東海道本線）の元町駅と神戸駅間の高架下に運営されている商店街。通称は「モトコー」。「高架」と呼ばれることもある。住所としては神戸市中央区元町高架通に属する。
2018年から再整備工事が進んでおり、2022年10月1日から第3街区と第7街区の一部から新しい建物の使用が開始された。

## 概要
元町高架通商店街は東から順に1街区から7街区までに分けられている。2020年代の再整備まで各区はモトコー1番街から7番街と呼ばれた。
1街区（旧1番街）
「MOTOKOH TOWN 元町高架1」の看板がかかる。
2街区（旧2番街）
「元町高架2」の看板がかかる。2008年12月に文化交流拠点「プラネットEartH（アース）」が開設されたが、再整備のため、2023年6月に退去することになった。
3街区（旧3番街、元高3番街）
再整備後、2022年10月1日から鉄骨造2階建ての建物として一部建物から使用開始。再整備前から「元高3番街」のロゴが用いられていた。
4街区（旧4番街、花隈南商店街）
花隈南商店街（MOTOKO 花隈南商店街4）の名称が用いられている。
5街区（旧5番街、モトコーファイブ）
モトコーファイブの名称が用いられている。
6街区（旧6番街）
「モトコータウン6あじさいの街」の名称が用いられていた。2022年11月現在閉鎖中。
7街区（旧7番街）
再整備後、2022年10月1日から鉄骨造2階建ての建物として一部建物から使用開始。

## 歴史

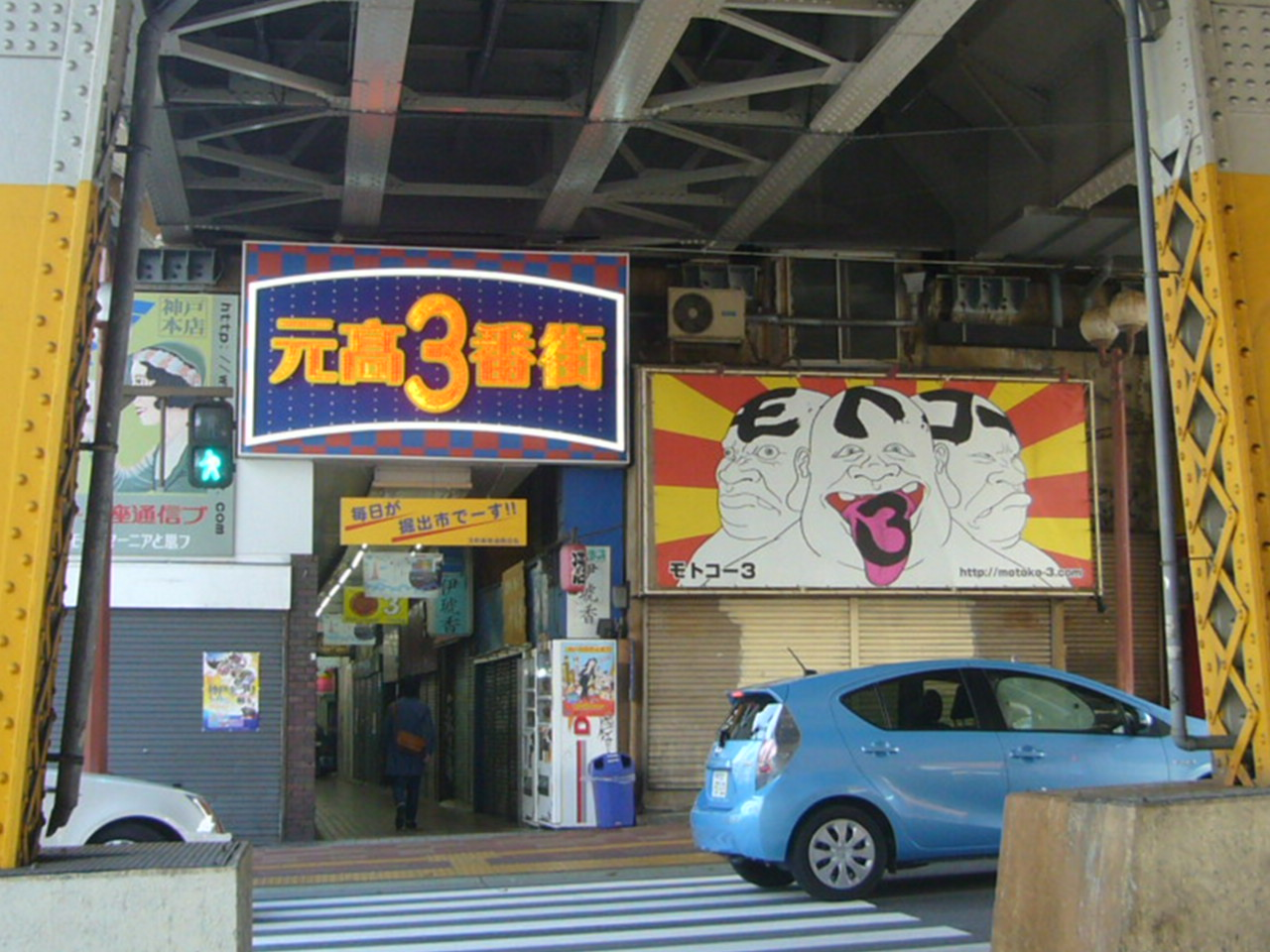
モトコー3番街(2017年5月撮影)

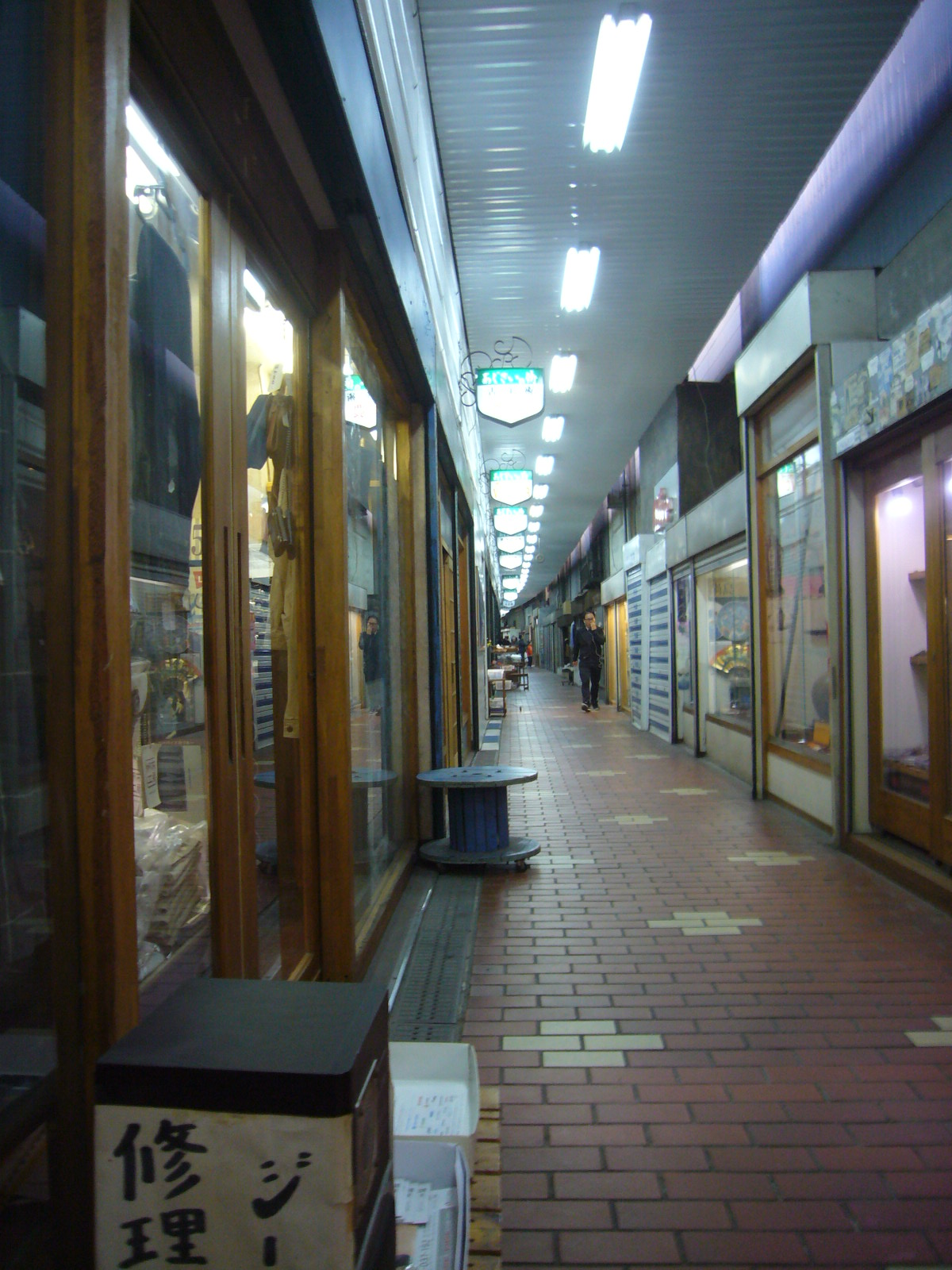
モトコー6番街内

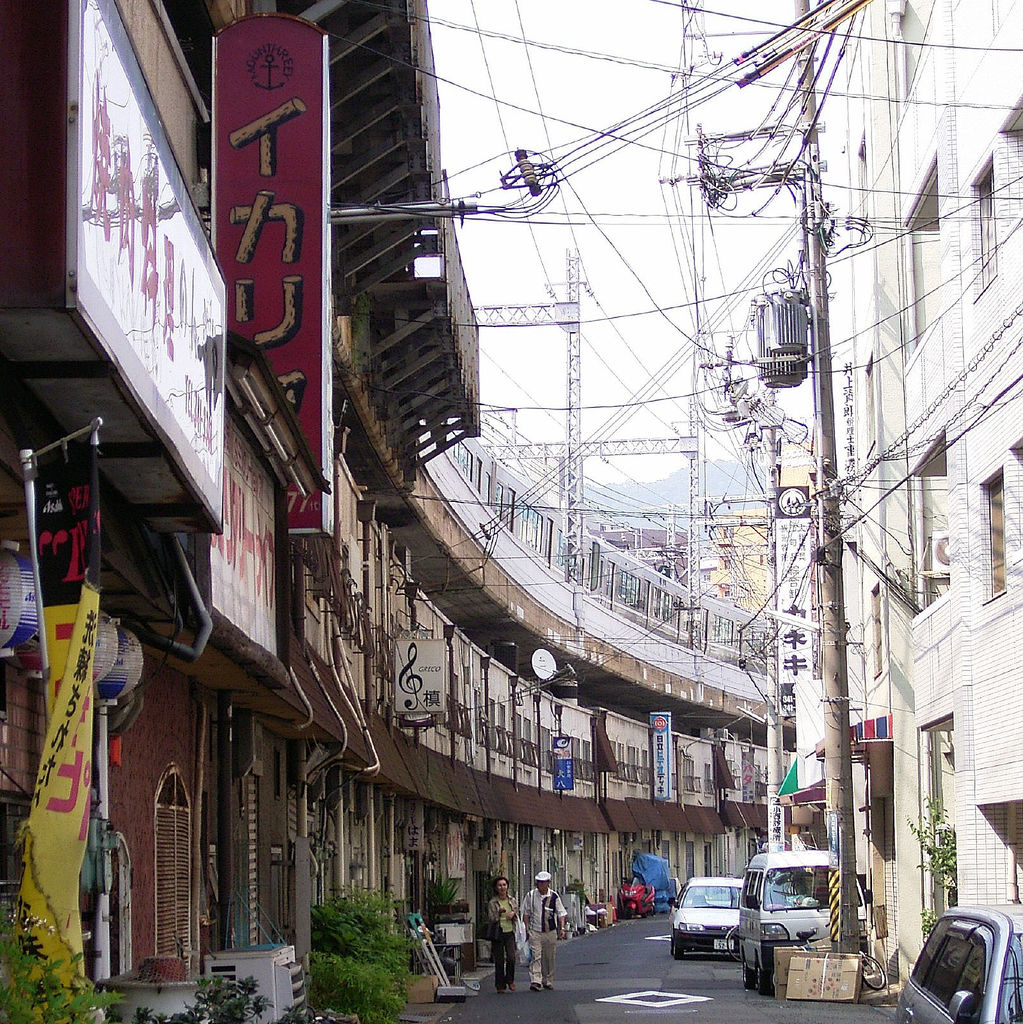
モトコー7番街

### 成立
元町高架通商店街として正式に形成された年度についての資料は乏しいが、戦後の闇市をルーツとする説がもっとも多くある。
三ノ宮 - 元町 - 神戸間の高架化はそれ以前の1934年（昭和9年）に行われており、当時元町駅の位置にあった三ノ宮駅が現在の位置に移動されているため、商店スペースはこの時期にはできていたと考えられるのが自然である。
2013年に発表された研究によると、戦後の闇市「三宮自由市場」の西部店舗群が「松明会」による統括と組織化を経て1946年12月に「元町高架下商業協同組合」が発足し1947年6月に「元町高架通商業協同組合」と改称され、「元町高架通商店街」が成立したと推察されるという。
店舗の特徴としては、1番街から2番街までは古着やアクセサリーを扱う店舗が多く、3番街から西に行くにつれてLPレコード、年代ものの懐中時計、レトロな玩具やテレビゲームソフトなどを扱う店舗が多くみられた。

### 阪神淡路大震災とモトコー
阪神・淡路大震災において神戸市街地の商店街はアーケードの破損などにより大きな被害を受け、営業ができない店舗が多かった。しかし元町高架通商店街はその中では珍しく震災の被害が軽微であり、商店街の店主はいち早く復旧することによって復旧初期の神戸の灯として経営されることになった。
被害軽微の理由として以下のことがあげられる。
- 店舗の面積が小さく、壁面積の占める割合が多かったこと
- 鉄道の高架を支えるために地盤が強靭に作られていること

しかし、2015年12月になって、土地を所有するJR西日本が、高架下の耐震補強工事に取り掛かることを理由として各店舗に退去を打診した。

### 再整備
元町高架通商店街では空き区画の増加や建物の老朽化など防火・防犯上の観点で課題があるとされ、鉄道の高架下で高架橋の橋脚に耐震補強工事等を施す必要があるとして建物の再整備が行われることになった。再整備の工事は2018年に開始された。

## 元町高架通商店街が登場する作品
- 「匂いガラス」（NHKテレビドラマ） - 唐十郎脚本、大鶴義丹主演。「神戸のガード下」という呼び名で登場する。
- 「高架下商店街と人びと－片岡喜彦写真集」 - 片岡喜彦（こたろう写真倶楽部）
- 神戸在住 - 木村紺の漫画